# Championnat d'Arménie de football 2010
Navigation
Saison précédente Saison suivante
La saison 2010 de Premier-Liga Arménienne est la 19e édition du championnat d'Arménie de football. Lors de cette saison, le Pyunik Erevan va tenter de conserver son titre de champion d'Arménie pour la dixième saison consécutive face aux 7 meilleurs clubs arméniens lors de deux séries de matchs aller-retour se déroulant sur toute l'année. Trois places sont qualificatives pour les compétitions européennes, la quatrième place étant celles du vainqueur de la Coupe d'Arménie 2011.
Le Pyunik Erevan, tenant du titre depuis 9 saisons, remporte à nouveau le championnat après avoir terminé en tête du classement, avec un seul point d'avance sur le Banants Erevan et 10 sur l'Ulisses FC. Il s'agit du 13e titre de champion d'Arménie de l'histoire du Pyunik, qui réussit un 3e doublé consécutif en battant (pour la 3e année consécutive) le Banants Erevan en finale de la Coupe d'Arménie.

## Qualifications en coupe d'Europe
Le champion participera au 2e tour de qualification des champions de la Ligue des champions 2011-2012. S'il ne s'agit pas du champion d'Arménie, le vainqueur de la Coupe d'Arménie prend la première place en Ligue Europa 2011-2012. S'il s'agit du champion d'Arménie la place revient au finaliste de la coupe. Ensuite, les deux autres places en Ligue Europa reviennent aux places suivantes du championnat, entre la deuxième et la quatrième place selon la position du finaliste de la coupe qualifié.

## Clubs participants
| Club             | Stade        | Capacité | Ville    |
| ---------------- | ------------ | -------- | -------- |
| Banants Erevan   | Banants      | 6 000    | Erevan   |
| Gandzasar Kapan  | Lernagorts   | 3 500    | Kapan    |
| Impuls Dilidjan  | Dilidjan     | 650      | Dilidjan |
| Kilikia Erevan   | Hrazdan      | 69 000   | Erevan   |
| Mika Erevan      | Mika         | 8 000    | Erevan   |
| Pyunik Erevan    | Hanrapetakan | 15 000   | Erevan   |
| Shirak FC Giumri | Giumri       | 5 000    | Giumri   |
| Uliss Erevan     | Erebouni     | 1 000    | Erevan   |

## Compétition

### Les moments forts de la saison
- 4 équipes se sont largement imposées, confirmant très rapidement que le championnat va surement se scinder en 2 parties: la lutte pour le titre et la lutte pour le bas de tableau. Ainsi, le champion en titre Pyunik s'impose 3 à 0 du côté de Shirak, le Mika  qui aura mis 50 minutes pour prendre la mesure du Banants (4-0), le Ulysses qui gagne contre le petit nouveau, l'impuls 3 à 0 avec un doublé de Gaga Tibilashvili (premier leader du classement des buteurs) et enfin le Kilikia qui a su se reprendre pour finalement remporter son match 3-1(après avoir été mené 1 à 0 par Gandzasar) prennent la tête du classement.
- Second week-end et confirmation que les gros bras du championnat s'installent au pouvoir. Ainsi, le Pyunik Yerevan s'impose 4 buts à 2 contre le Mika, le Ulisses gagne à Gandzasar 1 but à 0 au terme d'un match musclé et le Kilikia bat le Shirak 3 à 1. Le Banants laisse sa dernière place à son adversaire du jour, l'Impuls battu sur le score de 5 à 2.
- Un 3e acte ou plusieurs équipes ont pu se mesurer puisque l'on a pu assister à la première victoire de Gandzasar 1-0 contre le Shirak Giumri qui encaisse sa 3e défaite de rang. Le Mika à domicile a pris la mesure du Kilikia 2-0, le tenant du titre Pyunik qui concède le nul contre l'Impuls. Enfin, l'Ulysses s'est fait peur mais arrache le nul 2-2 contre Banants à la 93e minute grâce à Harakh Hakobian. À noter côté Banants le doublé du Brésilien Santos qui s'installe en tête du classement des buteurs.
- Une 4e journée particulièrement serré mais qui nous a permis d'assister à des confirmations. Et notamment, celle du brillant parcours du Pyunik, qui domine l'Ulisses 1-0 et reste en tête du championnat. Autre confirmation, le Mika domine le Shirak et s'installe comme le rival no 1 du Pyunik. le Banants s'impose et continue sa remontée au classement. Enfin, l'Impuls remporte sa première victoire de la saison chez un adversaire direct, le Kilikia. Quatrième défaite pour le Shirak, dernier.
- Lors de cette 5e journée, le Mika s'installe comme le principal rival pour le titre du Pyunik en disposant de Gandzasar sans souci 2-0 alors que le Pyunik concède le nul 1-1 à la 90e minute chez le Banants Erevan. Le Ulysses s'accroche à la troisième place en dominant un Kilikia qui n'avance plus. Enfin dans le bas de tableau, le Shirak Giumri connaît sa cinquième défaite en autant de matches chez l'Impuls.
- La sixième journée est marquée par l'impressionnante victoire du Pyunik Erevan 6-1 à Gandzasar (Gevorg Ghazaryan signe un triplé). Le Mika s'impose miraculeusement 1 à 0 à la 89e minute contre l'Impuls. Le Banants gagne à Kilikia sans trembler 3-0 et le Ulysses s'impose face au Shirak Giumri 2-0. Aucune des quatre équipes de tête n'a ainsi fait de faux pas...
- Un match avancé de la 14e journée a lieu le 5 mai et il permet au Pyunik de conforter son avance en tête du championnat. Une belle victoire 3-0 contre le Kilikia.
- Le 7e week-end nous a permis d'assister à la belle victoire du Banants 5-1 face au Shirak, qui enchaîne sa septième défaite consécutive. Dans un match important pour le bas de tableau, l'Impuls s'impose 1-0 contre Gandzasar. Le Ulysses et le Mika se neutralisent sur un score nul et vierge, ce qui fait les affaires du Pyunik Erevan qui sans jouer, conserve la tête. Son match contre le Kilikia ayant été reprogrammé au 3 juillet...
- 8e match et 8e défaite pour le Shirak Giumri qui n'a pas pu lutter face au leader du championnat. Le Pyunik, lui, conserve son invincibilité grâce à un nouveau triplé de Gevorg Ghazaryan (son second de la saison)... Les deux poursuivants du Pyunik, le Ulysses et le Banants s'imposent 2-0 et restent à l'affut, 3 points derrière le leader. Le Gandzasar s'éloigne de la dernière place et rejoint son adversaire du jour au classement, le Kilikia grâce à sa victoire 3-0.

### Classement
| Rang | Équipe            | Pts | J  | G  | N | P  | Bp | Bc | Diff |
| ---- | ----------------- | --- | -- | -- | - | -- | -- | -- | ---- |
| 1    | Pyunik Erevan T C | 65  | 28 | 20 | 5 | 3  | 73 | 22 | +51  |
| 2    | Banants Erevan    | 64  | 28 | 20 | 4 | 4  | 58 | 24 | +34  |
| 3    | Ulisses FC        | 55  | 28 | 17 | 4 | 7  | 44 | 23 | +21  |
| 4    | Mika Erevan       | 46  | 28 | 14 | 4 | 10 | 47 | 31 | +16  |
| 5    | Impuls Dilidjan P | 37  | 28 | 10 | 7 | 11 | 29 | 43 | -14  |
| 6    | Gandzasar Kapan   | 27  | 28 | 8  | 3 | 17 | 24 | 45 | -21  |
| 7    | Kilikia Erevan    | 15  | 28 | 4  | 3 | 21 | 19 | 60 | -41  |
| 8    | Shirak FC Giumri  | 10  | 28 | 2  | 4 | 22 | 22 | 68 | -46  |

|  | Qualification pour la Ligue des champions 2011-2012                        |
|  | Qualification pour le 2e tour préliminaire de la Ligue Europa 2011-2012    |
|  | Qualification pour le 3e tour préliminaire de la Ligue Europa 2011-2012    |
|  | Relégation directe en fin de saison                                        |
|  | T Tenant du titre C Vainqueur de la Coupe d'Arménie P Promu de Second-Liga |

### Résultats
| Résultats (▼dom., ►ext.) | BAN | GAN | IMP | KIL | MIK | PYU | SHI | ULI | BAN | GAN | IMP | KIL | MIK | PYU | SHI | ULI |
| Banants Erevan           |     | 3-0 | 5-2 | 2-0 | 2-0 | 1-1 | 5-1 | 2-0 |     | 5-0 | 6-1 | 1-0 | 2-1 | 2-2 | 1-1 | 0-2 |
| Gandzasar Kapan          | 1-2 |     | 1-2 | 3-0 | 1-1 | 1-6 | 1-0 | 0-1 | 0-1 |     | 1-0 | 3-0 | 0-1 | 0-3 | 3-3 | 0-3 |
| Impuls Dilidjan          | 0-1 | 1-0 |     | 0-3 | 2-2 | 0-0 | 2-1 | 0-3 | 0-1 | 1-1 |     | 2-0 | 2-1 | 1-1 | 2-2 | 2-1 |
| Kilikia Erevan           | 0-3 | 3-1 | 0-1 |     | 1-1 | 0-3 | 3-1 | 1-3 | 1-2 | 0-2 | 0-0 |     | 1-4 | 0-1 | 2-1 | 0-3 |
| Mika Erevan              | 4-0 | 2-0 | 1-0 | 2-0 |     | 0-2 | 6-1 | 0-1 | 0-1 | 1-0 | 2-0 | 4-1 |     | 1-3 | 5-1 | 2-3 |
| Pyunik Erevan            | 2-3 | 0-1 | 3-0 | 4-2 | 4-2 |     | 4-1 | 1-0 | 1-0 | 3-0 | 3-3 | 5-0 | 2-0 |     | 5-0 | 5-1 |
| Shirak FC Giumri         | 0-3 | 0-1 | 0-1 | 4-1 | 0-1 | 0-3 |     | 0-2 | 1-2 | 0-2 | 1-2 | 2-0 | 0-1 | 0-4 |     | 0-1 |
| Ulisses FC               | 2-2 | 1-0 | 2-0 | 2-0 | 0-0 | 3-1 | 4-0 |     | 1-0 | 2-1 | 1-2 | 0-0 | 1-2 | 0-1 | 1-1 |     |

### Meilleurs buteurs
| # | Buteurs          | Clubs          | Nb de Buts |
| - | ---------------- | -------------- | ---------- |
| 1 | Marcos Pizzelli  | Pyunik Erevan  | 16         |
| 2 | Gevorg Ghazaryan | Pyunik Erevan  | 16         |
| 3 | Eduardo du Bala  | Banants Erevan | 11         |
| 4 | Ednei            | Mika Erevan    | 10         |
| 5 | Samvel Melkonyan | Banants Erevan | 9          |

## Bilan de la saison
| Championnat d'Arménie de football 2010 |                           |
| Champion                               | Pyunik Erevan (13e titre) |
| Coupes et trophées                     |                           |
| Vainqueur de la Coupe d'Arménie 2010   | Pyunik Erevan             |
| Qualifications continentales           |                           |
| Ligue des champions 2011-2012          | Pyunik Erevan             |
| Ligue Europa 2011-2012                 | Banants Erevan            |
| Ligue Europa 2011-2012                 | Ulisses FC                |
| Ligue Europa 2011-2012                 | Mika Erevan               |
| Promotions et relégations              |                           |
| Promus en Premier-Liga                 | Ararat Erevan             |
| Relégués en Second-Liga                | Shirak FC Giumri          |